# 麻薬に関する単一条約
麻薬に関する単一条約（まやくにかんするたんいつじょうやく、Single Convention on Narcotic Drugs）は、主に麻薬の乱用を防止するため、医療や研究などの特定の目的について許可された場合を除き、これらの生産および供給を禁止するための国際条約である。ほかに大麻、コカインを規制している。
1961年に採択され、日本は1964年に加盟した。略称は、麻薬単一条約。第二次世界大戦後、解体した国際連盟による万国阿片条約を、国際連合および世界保健機関が引き継いだことによって締結された条約である。規制失敗の声が挙がっている。
以降に登場した薬物を規制する後続の条約である、麻薬及び向精神薬の不正取引の防止に関する国際連合条約の第1条n項にある通り、この条約において規定されるものが条約上の麻薬である。

## 制定
目的は条約の前文にある通り、「人類の健康と福祉への懸念」から発しており、医療上の苦痛軽減のための麻薬の使用を確保し、学術上の目的に制限した上で、麻薬への中毒が個人にとって重大な害悪であり社会や経済的に危険であるので、その乱用に効果的に対抗するために国際協力を必要とし、この目的の達成のために麻薬統制を国際連合の権限として認め国際協力するというものである。本条約は、麻薬、大麻、コカインを規制している。
本条約の検討と制定以降に、新たに覚醒剤やトランキライザーの乱用が国際的な懸念となり、結果としてこうした向精神薬を規制する1971年の向精神薬に関する条約が制定された。

## 規制物質
代表的には、以下のようなものを規制している。（後続の条約や英米の薬物規制法ではIを最高にするなど順繰りになっているが、この最初の条約ではIVを特に危険とし、その後ろにI、IIと順に続く）
付表IV
付表Iに含まれるうち、特に危険な特性のため特別な統制措置をとるもの。ヘロインなど。
付表I
モルヒネ、ヘロイン、メサドン、あへん、コカイン、大麻、大麻樹脂など106種。
付表II
コデイン、ジヒドロコデイン、エチルモルヒネ
付表III
コデインなどのうち、用量の規定を満たしたもの。
本条約第3条4項によれば、付表IVとは、付表Iの薬物のうち「乱用され悪影響を及ぼすおそれが著しく」「実質的な治療上の利点より大きい」ものである。（後続の条約では、医療価値がない場合は付表Iに割り当てられる）本条約第2条5項(a)にあるように、付表IVが特に危険な特性のため特別な統制措置を求めるものであるが、第2条5項(b)が例外にするように、臨床試験を含む医療や学術上の研究を除外している。
「大麻」とは、本条約の第1条(b)により、カンナビス属の植物における、樹脂の抽出されていない花または果実のついた枝端であり、種子や葉は除外され、本条約の第28条2項により、繊維および種子に関する産業上および園芸のための栽培には適用されず、第28条3項によりその葉が悪用される場合には必要な措置をとることに関する。大麻の成分であるデルタ-9-テトラヒドロカンナビノール（デルタ-9-THC）については、後続の条約である向精神薬に関する条約が規定する。
本条約第30条(b)(i)および(ii)は、個人の治療に関して、処方せんを要して施用するための規定である。

### 大麻に関する変更
2020年12月2日、国連麻薬委員会は制定から59年経過し、大麻を付表Ⅳから除外することを決定し、医療目的の使用の道を開き科学的研究を推進する可能性がある。この時点で医療大麻は50か国以上で利用があり、娯楽的な利用を許可したり議論を行っている国もある。
本条約第3条「統制範囲の変更」によれば、悪影響が大きく治療上の利点より大きいと世界保健機関が判断した際の勧告に従って、麻薬委員会が附表IVへ追加することができるとされている。
先の2018年の世界保健機関・依存性薬物専門委員会 (ECDD)の第40回会議では、カンナビジオールは国際統制すべきではないこと、植物の大麻および大麻樹脂（医療大麻）、大麻抽出物（ナビキシモルス）、THC（合成THCのドロナビノール）、THC異性体（医学的使用なし）については一部に医療的な科学的根拠があり、また乱用の報告もあることから世界保健機関により再審査が勧告された。
後の2020年に、手順通り世界保健機関 (ECDD) の勧告に従い、麻薬委員会が付表における変更を裁定した。大麻の付表IVからの削除では、賛成27か国、反対25か国（日本：反対）、棄権1となり、削除が決定された。
|                    | 世界保健機関による評価                                  | 麻薬委員会がまとめた各国の投票結果 |
| ------------------ | ------------------------------------------------------- | ---------------------------------- |
| 大麻               | 麻薬単一条約の付表IVからの削除（1段階降格）             | 決定                               |
| ドロナビノール     | 向精神薬条約から麻薬単一条約へ移動（同格）              | 却下                               |
| THC異性体          | 同上に移動（1段階降格）                                 | 却下                               |
| 大麻エキスや調整物 | THCが0.2%未満の製剤は規制しない（カンナビジオール製剤） | 却下                               |
| 大麻エキスや調整物 | THCを含む製剤を単一条約の付表IIIへ移動（降格）          | 却下                               |

## 刑罰規定
本条約第36条が、流通・生産、所持が故意に行われた時には処罰すべき犯罪とみなし、特に重大な場合においては拘禁といった自由を剥奪する措置を確保することに関する。

## 中毒者への措置
本条約第38条は、薬物中毒の治療(Treatment of drug addicts)に関するものであり、1項が、医療的な治療と回復のための施設を用意することに関してであり、2項は、問題が深刻な場合には経済的な資源が許すかぎり、効果的な治療のための施設を設置することに関している。
なお、addictionの語は、条約の邦訳文では中毒と訳されているため、本記事はこれに準じている。日本の麻薬及び向精神薬取締法においても中毒の語が用いられ、日本の法律上は嗜癖に近い意味である。現行の医学的にはaddictionは嗜癖と訳される。中毒の語は、医学的に大量摂取時などの有害作用を指すためである。
また、addictionの用語は、世界保健機関により定義があいまいであるとされ、誤用されるので専門用語から除外された。後続の条約である、1971年の向精神薬に関する条約では、乱用と依存症の語が用いられている。

## 判例
欧州連合司法裁判所は2020年11月に、カンナビジオールは規制の範囲ではないとの見解を示した。大麻草全体から抽出したカンナビジオールはもはや農産物（植物そのもの）ではないため、（植物を規制する）麻薬に関する単一条約の規制する範囲ではなく、また現在の科学的知見から健康に有害ではないため、科学的データを欠いたまま規制を課せば「人類の健康と福祉」を保護するという条約の目的に反することになるとの見解を示した。

## 薬物規制の失敗
公布から50年が経過した2011年、薬物政策国際委員会は、麻薬に関する単一条約から始まる薬物戦争が失敗に終わったことを宣言し、大麻の合法化の検討といった薬物政策の見直しを求めた。条約は「人類の健康と福祉」を目的としているが、成功をもたらしていない。規制した薬物の消費量は増大してきた。規制は、巨大な犯罪闇市場に利益をもたらし成長させてきており、薬物使用者は烙印を押され、薬物依存症の治療から疎外されている。
厳しい刑罰が薬物の使用を抑制するという仮説は反証されており、非犯罪化などの寛容政策を採った国々の使用率や依存率は上昇しておらず、より厳しい政策をとっている国々の方が、薬物の使用による問題が大きい。それに加え、禁止は合成カンナビノイドといった合法ドラッグの市場をにぎわせている。
50年前の1961年に僅かな科学的な証拠に基づいて設計された、薬物の相対的な有害性による現行のスケジュールの指定は、明白な異常をもたらし、特に大麻やコカの葉は、現在では誤ってスケジュールが指定されている。スケジュールIの指定は、医療大麻のような治療的な利用に対する影響を研究することを困難にしている。
2013年国際連合の薬物乱用防止デーにおいて、法の支配は一部の手段でしかなく、処罰することが万能の解決策ではないという研究が進んでおり、健康への負担や囚役者を減らすという目標に沿って、人権や公衆衛生、また科学に基づく予防と治療の手段が必要とされ、このために2014年には高度な見直しを開始することに言及し、加盟国にはあらゆる手段を考慮し、開かれた議論を行うことを強く推奨している。
2016年4月には、国際連合薬物特別総会（UNGASS:UN General Assembly Special Session on Drugs）2016が開催される。以前の総会は1998年に開催され、加盟国には非現実的な「薬物のない世界」という目標が課されたが、犯罪や暴力が薬物の使用によるものではなく、規制の結果であることが示されてきており、近年では大麻の合法化など制限を緩めている国があり、また犯罪を強調することが人権蹂躙を引き起こしているなど、見直しの必要性が挙げられている。2016年11月30日、世界保健機関の専門委員会は正式な審査がなく、医療大麻も用いられているため審査の準備を開始している。
2018年11月には国連システム事務局調整委員会は、国連システムとしての薬物問題への対処法を確認し声明を出したが、人権に基づくこと、偏見や差別を減らし科学的証拠に基づく防止策や治療・回復を促すこと、薬物使用者の社会参加を促すことといった考えが含まれている。2019年6月には、国際麻薬統制委員会 (INCB) も声明を出し、薬物乱用者による個人的な使用のための少量の薬物所持のような軽微な違反に対して懲罰を行うことを薬物を規制する条約は義務付けておらず、そのような場合には有罪や処罰ではなく治療や社会への再統合という代替策があるとした。持続可能な開発のための2030アジェンダ (SDG) の目標として薬物規制条約に従いながら人権保護を最大化するために、国連開発計画や世界保健機関は「人権及び薬物政策に関する国際ガイドライン」を出版した。
国立精神・神経医療センターの薬物依存研究部の松本俊彦によれば、条約の前文では「人類の健康と福祉」を心配しているのに、日本の現状として薬物問題からの回復を妨げるかのように刑罰が偏見を生み出してしまっていれば、健康と福祉に対し逆効果ではないか、日本でも健康と福祉について慎重に議論すべきだと指摘している。